# Фёдоров, Василий Устинович
Васи́лий Усти́нович Фёдоров (декабрь 1924, Ново-Воскресенское, Тульская губерния — 1960, Истленьево, Тульская область, СССР) — советский солдат, в годы Великой Отечественной войны командир отделения 91-й отдельной разведывательной роты 222-го стрелкового полка 49-й стрелковой дивизии, сержант, полный кавалер ордена Славы.

## Биография
Родился в 1924 году в селе Ново-Воскресенское (ныне Истленьево Воловского района Тульской области) в семье крестьянина. Русский. В 30-х годах семья Фёдоровых переехала в Сталиногорск (ныне Новомосковск), где Василий окончил 9 классов средней школы. Работал в колхозе.

### В годы Великой Отечественной войны
С 20 декабря 1941 года комсомолец В. У. Фёдоров в рядах РККА (призван Сталиногорским РВК Тульской области). На фронтах Великой Отечественной войны с февраля 1942 года.
В ночь на 24 ноября 1943 года разведчик взвода пешей разведки 222-го стрелкового полка 49-й стрелковой дивизии сержант В. У. Фёдоров действовал в группе захвата. Бесшумно проникнув с группой разведчиков в немецкие траншеи, захватил пленного ефрейтора. За этот эпизод командир 222-го стрелкового полка гвардии подполковник Загинайко представил разведчика к ордену Красной Звезды, однако 21 декабря 1943 он был награждён медалью «За отвагу».
В ночь на 7 января 1944 года разведчик 222-го стрелкового полка 49-й стрелковой дивизии 10-й армии Западного фронта сержант В. У. Фёдоров с группой бойцов у города Чаусы Могилёвской области захватил в плен солдата противника. Прикрывая отход разведчиков, автоматным огнём уничтожил до 10 пехотинцев. 23 января 1944 года награждён орденом Славы III степени.
В ночь на 23 февраля 1944 года в составе группы проник в тыл противника также близ города Чаусы, где участвовал в разведке боем. Во время боя было уничтожено до 15-ти солдат противника, а один офицер взят в плен. 8 марта 1944 года награждён орденом Славы II степени. Член КПСС с 1944 года.
14 января 1945 года командир отделения 91-й отдельной разведывательной роты 91-й отдельной разведывательной роты 222-го стрелкового полка 49-й стрелковой дивизии (33-я армия, 1-й Белорусский фронт) сержант В. У. Фёдоров с группой разведчиков прикрывали левый фланг штурмового батальона. Отбили несколько контратак противника возле города Радом (Польша), нанеся при этом значительный урон в живой силе противника. Был ранен, но не покинул поля боя. За этот эпизод 24 марта 1945 года награждён орденом Славы I степени. Стал полным кавалером ордена Славы.

### В послевоенные годы
В 1949 году старшина В. У. Фёдоров уволен в запас по инвалидности. Жил на родине, в деревне Ново-Воскресенское.
Умер в 1960 году в селе Истленьево Воловского района Тульской области.

## Награды
- орден Красной Звезды (22 февраля 1944)
- орден Славы I степени № 1595 (24 марта 1945)
- орден Славы II степени № 336 (8 марта 1944)
- орден Славы III степени № 38143 (23 января 1944)
- медали, в том числе
  - медаль «За отвагу» № 649274 (21 декабря 1943)

## Память
Имя В. У. Фёдорова увековечено на аллее Героев (ул. Московская) города Новомосковска.